# Schlossbad Remchingen
Das Schlossbad Remchingen ist ein Freibad in Remchingen-Wilferdingen im Enzkreis, Baden-Württemberg. Das Freibad befindet sich auf dem Gelände der Burg Remchingen und verzeichnet jährlich über 100.000 Besucher.

## Lage
Das Schlossbad befindet sich in Wilferdingen direkt an der Pfinz. Der Angelbach, ein Nebenfluss der Pfinz, fließt direkt durch das Freibad. Im Freibad befindet sich ein Hügel, der ein Überrest der Burg Remchingen ist.

## Ausstattung
Das Freibad verfügt über ein großes Schwimmerbecken, ein separates Nichtschwimmerbecken mit Rutsche und ein Kinderplanschbecken. Es gibt drei Spielplätze, darunter ein Wasserspielplatz und ein Schiff als Spielplatz. Außerdem gibt es ein großes Trampolin, Tischtennisplatten, ein Volleyballfeld, ein Fußballfeld und einen Imbiss.

## Geschichte
Das heutige Freibad entstand auf dem Gelände der ehemaligen Wasserburg Remchingen (Burg Remchingen), deren Reste heute noch als leichte Hügel auf dem Badgelände zu erkennen sind. Das Freibad wurde 1976 eröffnet. Im Laufe der Jahre wurde die Anlage mehrfach modernisiert. So wurde in den 2010er Jahren ein Badepils abgerissen und eine neue Rutsche montiert. Von 2019 bis 2020 gab es umfassende Beckenmodernisierungen, so wurden alle Becken zu Edelstahlbecken umgebaut.